# Rachel Trezise
Rachel Trezise (Cwmparc, 3 luglio 1978) è una scrittrice gallese di lingua inglese.

## Biografia
La scrittrice, nata nelle valli carbonifere del sud-est del Galles da una famiglia originaria della Cornovaglia, ha studiato alla "University of Glamorgan" (oggi "University of South Wales") in Galles e alla University of Limerick in Irlanda, e ha ottenuto la laurea in giornalismo e lingua inglese.
Il suo primo romanzo, in parte autobiografico, In and Out of the Goldfish Bowl, scritto nel 2000 quando era ancora studentessa, ha ottenuto nello stesso anno il premio "Orange Futures Award" riservato alle giovani scrittrici; e ha ricevuto ottime recensioni da parte della critica, tanto che nel 2003 la rivista Harpers & Queen ha definito la scrittrice "Il nuovo volto della letteratura". Nell'ottobre del 2006, grazie al suo libro di racconti Fresh Apples, nel quale viene descritta la vita in una zona mineraria del sud-est del Galles, l'autrice ha vinto la prima edizione del "Dylan Thomas Prize", il più prestigioso premio del mondo per gli scrittori di lingua inglese sotto i trent'anni. In quella competizione è stata, prima di vincere, l'unica scrittrice gallese arrivata tra i finalisti. Nel marzo del 2010 ha vinto la prima edizione del premio "Max Boyce Prize" per la letteratura in inglese; insieme a Fflur Dafydd, vincitrice per la letteratura in gallese.
In Italia il suo primo romanzo In and Out of the Goldfish Bowl è stato pubblicato con il titolo La mia pelle sporca da Einaudi nel 2004. La sua prima raccolta di racconti Fresh Apples è stata pubblicata con il titolo Giostre, puzzle e altre storie dall'editore Beit di Trieste nel 2009

.
Tra le opere successive, non ancora tradotte in italiano, figurano: il romanzo Dial M for Merthyr, resoconto della propria esperienza al seguito del gruppo musicale gallese post-hardcore "Midasuno"; Cosmic Latte, la sua seconda raccolta di racconti; e Tonypandemonium, la sua prima opera teatrale pubblicata da un editore ufficiale.

## Opere

### Antologie (di vari autori, con almeno un racconto di Rachel Trezise)
- Wales Half Welsh, edited by John Williams, Bloomsbury, 2004, ISBN 978-0-7475-6606-9
- Urban Welsh: New Welsh Fiction, edited by Lewis Davies, Parthian, 2005, ISBN 978-1-902638-42-3
- Sideways Glances, edited by Jeni Williams, Parthian, 2005, ISBN 978-1-902638-45-4
- Bit on the Side, edited by Anna Kiernan, Parthian, 2007, ISBN 978-1-905762-05-7
- The Empty Page: Fiction Inspired by Sonic Youth, edited by Peter Wild, Serpent's Tail, 2008, ISBN 978-1-85242-956-0
- Happy Fire, in New Welsh Short Stories, edited by Francesca Rhydderch & Penny Thomas, Seren, 2015, ISBN 978-1-78172-234-3

### Racconti
- Fresh Apples, Parthian, 2005, ISBN 978-1-902638-91-1
- Cosmic Latte, Parthian, 2013, ISBN 978-1-910409-03-9

### Romanzi
- In and Out the Goldfish Bowl, Partian, 2002, ISBN 978-1-905762-24-8
- Dial M for Merthyr, Parthian, 2007, ISBN 978-1-905762-12-5
- Loose Connection, Accent Press, 2010, ISBN 978-1-907726-04-0
- Sixteen Shades of Crazy, Blue Door, 2010, ISBN 978-0-00-730561-2
- Once Upon a Time in the Rhondda, Parthian, 2019, ISBN 978-1-91-268124-2
- Easy Meat, Parthian, 2021, ISBN 978-1-91-268124-2

### Teatro
- I Sing of a Maiden, Chapter Arts Centre, Cardiff, 2007 (Teatro)
- Lemon Meringue Pie, BBC Radio 4, 2008 (Radio)
- Jack, BBC Radio 4, 2010 (Radio)
- Tonypandemonium, Parthian, 2014, ISBN 978-1-909844-76-6

## Opere tradotte in italiano
- La mia pelle sporca (In and Out of the Goldfish Bowl), traduzione di Emanuela Turchetti, Torino, Collana Stile Libero, Einaudi, 2004, ISBN 978-88-06-16999-2
- Giostre, puzzle e altre storie (Fresh Apples), traduzione di Gioia Guerzoni, Trieste, Beit, 2009, ISBN 978-88-95324-04-3